# Turceni
Turceni és una ciutat del comtat de Gorj, Oltènia (Romania). Administra cinc pobles: Gârbovu, Jilțu, Murgești, Strâmba-Jiu i Valea Viei.

## Fills il·lustres
- Al. C. Calotescu-Neicu
- Ionuț Tătaru